# فيرباولت

## التركيبة السكانية
قام مكتب تعداد الولايات المتحدة بتحديد بيانات التركيبة السكانية لفيرباولتفي تعداد الولايات المتحدة. في ما يلي، التركيبة السكانية حسب تعدادي 2000 و2010.

### تعداد عام 2000
بلغ عدد سكان فيرباولت 20,818 نسمة بحسب تعداد عام 2000، وبلغ عدد الأسر 7,472 أسرة وعدد العائلات 4,946 عائلة مقيمة في المدينة. في حين سجلت الكثافة السكانية 1,644.8 نسمة لكل ميل مربع (635.1/كم2). وبلغ عدد الوحدات السكنية 7,668 وحدة بمتوسط كثافة قدره 605.8 نسمة لكل ميل مربع (233.9/كم2).
وتوزع التركيب العرقي للمدينة بنسبة.
بلغ عدد الأسر 7,472 أسرة كانت نسبة 34.7% منها لديها أطفال تحت سن الثامنة عشر تعيش معهم، وبلغت نسبة الأزواج القاطنين مع بعضهم البعض 50.3% من أصل المجموع الكلي للأسر، ونسبة 11.3% من الأسر كان لديها معيلات من الإناث دون وجود شريك، وكانت نسبة 33.8% من غير العائلات. تألفت نسبة 28.5% من أصل جميع الأسر من أفراد ونسبة 11.8% كانوا يعيش معهم شخص وحيد يبلغ من العمر 65 عاماً فما فوق. وبلغ متوسط حجم الأسرة المعيشية 3.10، أما متوسط حجم العائلات فبلغ 2.53.
بلغ العمر الوسطي للسكان 34 عاماً. وكانت نسبة 26.2% من القاطنين تحت سن الثامنة عشر، وكانت نسبة 9.9% بين الثامنة عشر والأربعة وعشرون عاماً، ونسبة 30.7% كانت واقعةً في الفئة العمرية ما بين الخامسة والعشرين حتى الرابعة والأربعين عاماً، ونسبة 19.7% كانت ما بين الخامسة والأربعين حتى الرابعة والستين، ونسبة 13.5% كانت ضمن فئة الخامسة والستين عاماً فما فوق. يوجد لكل 100 أنثى 106.8 ذكر، ويوجد لكل 100 أنثى في الثامنة عشر من عمرها فما فوق 106.6 ذكر.
بلغ متوسط دخل الأسرة في المدينة 40,865 دولار، أما متوسط دخل العائلة فبلغ 49,662 دولار. وكان متوسط دخل الذكور 32,404 دولار مقابل 24,046 دولار للإناث. وسجل دخل الفرد الخاص بالمدينة 18,610 دولار. وكانت نسبة 5.8% من العائلات ونسبة 9.0% من السكان تحت خط الفقر، وكان من هؤلاء نسبة 7.9% تحت سن الثامنة عشر ونسبة 13.1% في الخامسة والستين من العمر وما فوق.

### تعداد عام 2010
بلغ عدد سكان فيرباولت 23,352 نسمة بحسب تعداد عام 2010، وبلغ عدد الأسر 8,317 أسرة وعدد العائلات 5,208 عائلة مقيمة في المدينة. في حين سجلت الكثافة السكانية 1,524.3 نسمة لكل ميل مربع (588.5/كم2). وبلغ عدد الوحدات السكنية 8,946 وحدة بمتوسط كثافة قدره 583.9 لكل ميل مربع (225.4/كم2).
وتوزع التركيب العرقي للمدينة بنسبة 82.6% من البيض و0.9% من الأمريكيين الأصليين و2.1% من الأمريكيين ذوي الأصول الآسيوية و0.1% من سكان جزر المحيط الهادئ و7.6% من الأمريكيين الأفارقة و2.3% من عرقين مختلطين أو أكثر.
بلغ عدد الأسر 8,317 أسرة كانت نسبة 36.4% منها لديها أطفال تحت سن الثامنة عشر تعيش معهم، وبلغت نسبة الأزواج القاطنين مع بعضهم البعض 44.5% من أصل المجموع الكلي للأسر، ونسبة 12.4% من الأسر كان لديها معيلات من الإناث دون وجود شريك، بينما كانت نسبة 5.7% من الأسر لديها معيلون من الذكور دون وجود شريكة وكانت نسبة 37.4% من غير العائلات. تألفت نسبة 31.0% من أصل جميع الأسر من أفراد ونسبة 11.7% كانوا يعيش معهم شخص وحيد يبلغ من العمر 65 عاماً فما فوق. وبلغ متوسط حجم الأسرة المعيشية 3.12، أما متوسط حجم العائلات فبلغ 2.50.
بلغ العمر الوسطي للسكان 35.4 عاماً. وكانت نسبة 25.2% من القاطنين تحت سن الثامنة عشر، وكانت نسبة 9.3% بين الثامنة عشر والأربعة وعشرون عاماً، ونسبة 28.5% كانت واقعةً في الفئة العمرية ما بين الخامسة والعشرين حتى الرابعة والأربعين عاماً، ونسبة 23.8% كانت ما بين الخامسة والأربعين حتى الرابعة والستين، ونسبة 13.1% كانت ضمن فئة الخامسة والستين عاماً فما فوق. وتوزع التركيب الجنسي للسكان بنسبة 54.1% ذكور و45.9% إناث.

## فيرباولت، مينيسوتا
فيرباولت (بالإنجليزية Faribault) هي مدينة في مقاطعة رايس، مينيسوتا، الولايات المتحدة الأمريكية. وبلغ عدد سكانها 20818 في تعداد عام 2000، وحاليا يبلغ عدد سكانها 22009. وهي مقر لمقاطعة رايس. فيرباولت تبعد حوالي 50 ميلا (80 كم) عن الجنوب من مينيابوليس وسانت بول.